# Antic canal de navegació Amposta-la Ràpita
L'Antic canal de navegació Amposta - Sant Carles de la Ràpita és una obra d'enginyeria civil que va des d'Amposta fins a Sant Carles de la Ràpita. Des del seu inici, al Passeig del Canal a Amposta -connecta amb el canal de la dreta de l'Ebre-, corre paral·lel, més o menys, al de la carretera N-340 fins a arribar a Sant Carles. El recorregut és pràcticament recte, només té dues o tres lleugeres curvatures poc pronunciades, acompanyat tot el temps per una petita carretera que també porta d'Amposta a Sant Carles. Disposa de diferents ponts per a creuar-lo, dels quals destaca el situat al lloc on es troba l'única resclosa que es conserva en part, a més de les restes de construccions per a les turbines de la fàbrica de paper, situat a uns 4 km. d'Amposta.
Té una amplada total d'uns 8-10m., encara que el petit reguer del mig només tingui 1,50-3m.; està reforçat amb murs de paredat a certs punts. A d'altres també hi ha comportes per a regular el pas de l'aigua (la resclosa abans esmentada).

## Història
Canal construït durant el regnat de Carles III per a desenvolupar la navegació entre el riu Ebre (des d'Amposta) i el Mediterrani (Port dels Alfacs, al naixent de la població de Sant Carles de la Ràpita) a causa de les dificultats per navegar pel Delta. Però, en ser construït al mateix nivell del mar i del riu, fou omplint-se de sorra, fet que exigia uns constants treballs de neteja i de manteniment, per la qual cosa fou abandonat.

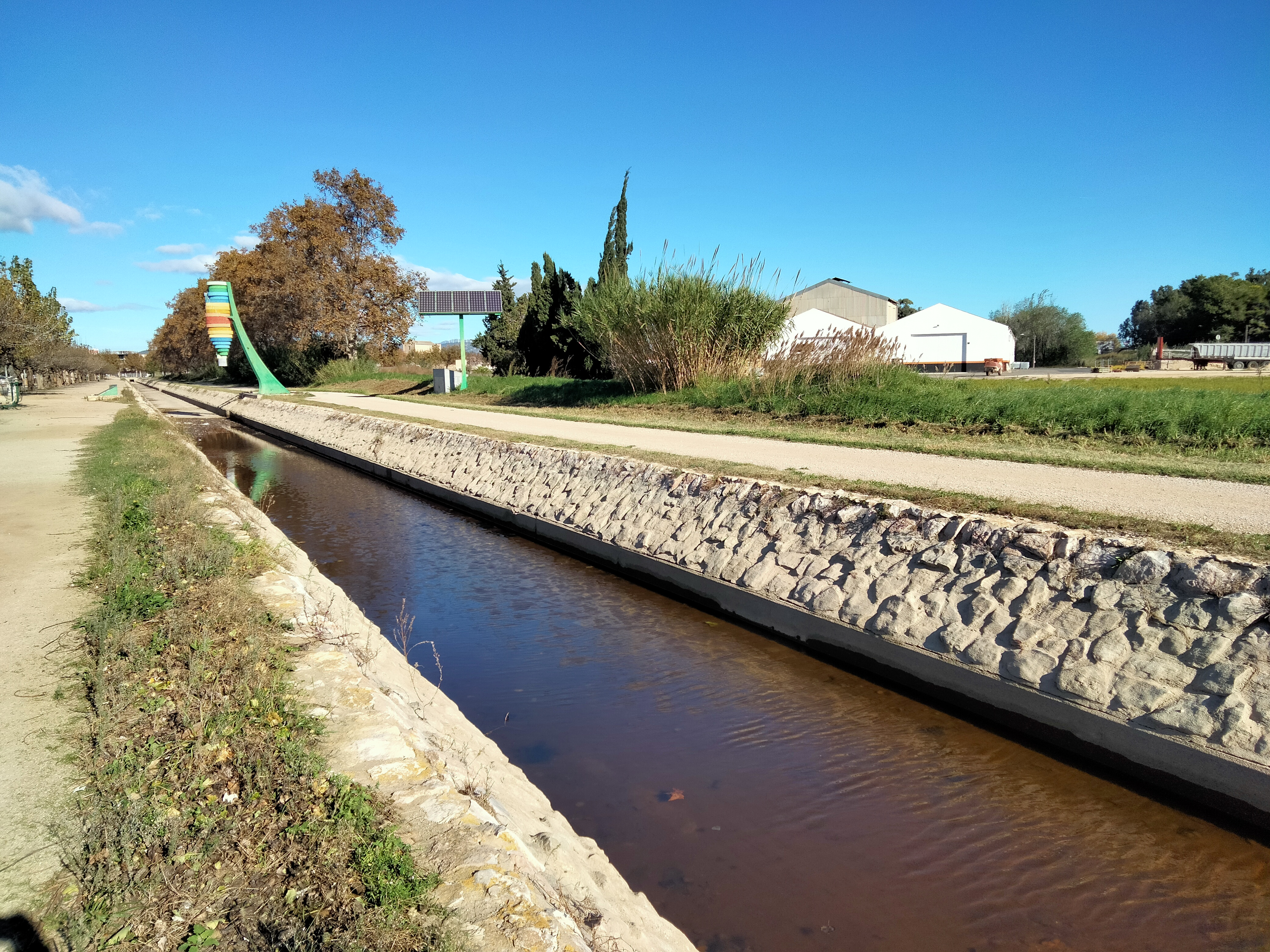
El canal a Amposta, vora el passeig del Canal Marítim

Amb la revitalització promoguda a mitjans del segle xix, la "Real Compañía de Canalización del Ebro", dirigida pel francès I. Pourcet, en col·laboració amb J. Carvallo Carrión -també enginyer francès-, construeix el canal de la dreta de l'Ebre amb l'objecte fonamental de tornar-lo a fer navegable, encara que construït de nou (i en funció de l'antic) a més alçada que el primer. Però la ràpida implantació del ferrocarril fa antieconòmic el sistema de navegació fluvial, i aquest tipus de servei s'abandona cap al 1867, aprofitant-se el canal com a séquia. En fer les obre d'arranjament i revestiment del canal han aparegut l'antiga resclosa i les comportes de fusta.